# Cuyences
Cuyences es un pueblo del concejo de Oviedo, situado en la falda del Monte Naranco. Dista 3 km de la capital del concejo.
Cuenta con 129 habitantes censados (INE 2015) y unas 67 viviendas (2007).
Documentado como «Cuenzes» hacia 1186, tal vez el mismo que aparece como «in latere Montis Naurancii uillam que dicitur Cunieçes cum ecclesia Sancti Stefani» (siglo XII).
El elemento prerromano lo podríamos tener en Cuyences, posible compuesto cuyo primer elemento CUM 'con' o CAPUT > cou > co es seguido de un hidrónimo en -NTJ- con el significado primitivo de 'junto al río', 'junto a los ríos'.
Se puede citar la existencia del yacimiento castrense conocido como «El Castiellu», hoy desaparecido.
Cuyences presentaba una situación de aislamiento en sus accesos desde mayo de 2007, debido a la nueva autovía AS-II. En noviembre de 2009, tras más de dos años de lucha de los vecinos, se inauguró la pasarela que termina con la situación de aislamiento.